# Biblioteca Fabrizio De André
La Biblioteca Fabrizio De André (già Biblioteca delle Carra) è una biblioteca comunale di Firenze, situata nella via delle Carra, nei pressi di piazza San Jacopino.

## Storia
Inaugurata nel maggio 1989 come Punto di Lettura, assieme alla Biblioteca Pietro Thouar e la Biblioteca dei Ragazzi è una delle tre biblioteche del Quartiere 1 del Comune di Firenze. Sorge nel cuore del rione storico di San Jacopino, vicino alla Porta al Prato e alla stazione Leopolda.
Il vecchio edificio che la ospita assieme all'attiguo Centro Anziani, risale al 1917, anno in cui il Comune assegnò i locali all'Unione Italiana Ciechi che li adibì ad abitazioni e a laboratori artigianali per portatori di handicap; nel 1930, con il trasferimento dell'Unione Italiana Ciechi in via Nicolodi, rimasero solo le abitazioni per i non vedenti residenti nella zona.
In seguito, negli anni '80, i locali del piano terreno furono destinati all'allora quartiere 8 e ad un punto anagrafico, che nel 1989 aprì il Punto di Lettura divenuto ora Biblioteca.
A seguito di una ristrutturazione la biblioteca ha riaperto il 27 maggio 2009 ed è stata dedicata alla memoria di Fabrizio De André; nella stessa struttura è stata inaugurata nello stesso giorno una ludoteca, nominata Marcondirondirondero.